# Mountain Safety Research
Mountain Safety Research, nebo MSR, je americká společnost založená v roce 1969 Larrym Penberthym, která sídlí v Seattlu a je ve vlastnictví společnosti Cascade Designs.
MSR je výrobcem campingového, turistického a horolezeckého vybavení, jako jsou přenosné vařiče, vodní filtry, sněžnice, nástroje na sníh a stany. Společnost se specializující se na lehké a technické vybavení určené pro širokou škálu outdoorových nadšenců od nováčků až po úspěšné horolezce.

## Historie
MSR původně začínala jako zpravodaj v roce 1969, který se zaměřoval na témata související s horolezeckou bezpečnosti. V roce 1973 vyvinul Larry Penberthy (1916-2001) táborový vařič MSR Model 9, který byl relativně efektivní v chladném počasí. Také navrhl cepín , který šel lépe zasekávat do ledu a snadněji tak zastavit sklouzávání. Penberthy také představil cepíny s kovovým držadlem, které nahradilo dřívější dřevěná topůrka cepínů.
Společnost odkoupila REI v roce 1981. V roce 2000 se značka MSR spojila s Edgeworks, výrobcem stanů. Krátce poté byly tyto značky společnosti Edgeworks zrušeny a všechny stany společnost prodává pod hlavičkou MSR. V srpnu 2001 MSR koupila společnost Cascade Designs.

## Inovace
- 1970 Eagle Ice Axe je první cepín s hliníkovou rukojetí
- 1973 MSR Model 9™ vyvinut přenosný vařič
- 1975 MSR použití lithiové baterie pro světlomety
- 1976 MSR zahrnutí "Pit zipů" do hard shellové bundy
- 1995 MSR Denali™ Sněžnice využívat vstřikované plastové sněžnice palubě
- 2003 MSR zavedení čističe MIOX
- 2004 MSR® Hubba™ 1-člověk a MSR® Hubba Hubba™ 2 osoby stany využívají jednopólový rozbočovač a otočnou konstrukci
- 2007 MSR vytvořila větruodolný Reactor Stove system

|  |  |